# Наггет
Австралийский наггет (англ. nugget — самородок) — золотая монета Австралии.
Золотые наггеты были впервые представлены в 1986 году. Начиная с первого тиража монета имела уникальное, на тот момент, оформление в двух тонах. Это качество придаёт наггетам дополнительную ценность по сравнению с другими подобными монетами.
Наггеты имеют статус законного платёжного средства в Австралии и являются одним из немногих видов находящихся в обращении золотых монет, оформление которых ежегодно обновляется. Дополнительную ценность создаёт и ограниченность ежегодного тиража наггетов.
На лицевой стороне изображена королева Елизавета II. Главным элементом оформления оборотной стороны монет 1986—1989 годов (первые годы выпуска) были золотые самородки (англ. nugget), что и дало название серии монет. Главный элемент оформления оборотной стороны монет последующих лет выпуска — кенгуру.
Проба золота — 999,9.
В 2011 году (на монете указан 2012 год) в серии Австралийский наггет монетным двором Перта была выпущена самая тяжёлая в мире золотая монета, номиналом миллион долларов, весом 1012 килограммов, диаметр монеты — 80 сантиметров, толщина — 12 сантиметров.
| Размер            | Номинальная стоимость | Диаметр (мм) | Вес монеты (г) | Вес золота (г) |
| ----------------- | --------------------- | ------------ | -------------- | -------------- |
| 1012 кг           | 1 000 000 AUD         | 800          | 1 012 000      |                |
| 1 кг (32,1507 у.) | 3000 AUD              | 74,5         | 1000,1         | 1000           |
| 10 у.             | 1000 AUD              | 59,7         | 311,62         | 311,04         |
| 2 у.              | 200 AUD               | 40,4         | 62,324         | 62,207         |
| 1 у.              | 100 AUD               | 32,1         | 31,162         | 31,104         |
| 1/2 у.            | 50 AUD                | 25,1         | 15,594         | 15,552         |
| 1/4 у.            | 25 AUD                | 20,1         | 7,807          | 7,776          |
| 1/10 у.           | 15 AUD                | 16,1         | 3,133          | 3,11           |
| 1/20 у.           | 5 AUD                 | 13,7         | 1,555          | 1,555          |